# ناحیه بوی
ناحیهٔ بوی (به مجاری: Bólyi járás) یک ناحیه در مجارستان است که در بارانیا واقع شده‌است و ۲۲۰٫۰۳ کیلومتر مربع مساحت و ۱۱٬۹۵۶ نفر جمعیت دارد.